# Асоціація видавців регіональної преси Білорусі
Єдині ЗМІ — асоціація видавців регіональної преси Білорусі. Заснована в липні 2009 року, коли її утворили десять місцевих видавців газет. Станом на 2021 рік об'єднує 16 недержавних друкованих та онлайн-видавництв, багато з яких колись були виключені з державної системи розповсюдження, з різних регіонів Білорусі.

## Історія
15 липня 2009 року Володимир Янукевич, керівник видавничого дому «Intex-press», який очолив нову неприбуткову організацію у сфері медіа, отримав свідоцтво про реєстрацію асоціації.
У 2010 році асоціація взяла участь у виставці «Медіа в Білорусі» та отримала диплом за підписом Олега Пролясковського. У 2011 році РУП «Друкарня» відмовила асоціації у наданні стенда з «організаційно-технічних причин. У 2012 році Асоціації виставили непідйомну ціну за стенд, що змусило її відмовитися від участі у виставці в Білорусі.
29 березня 2021 року до асоціації приєдналися «Сильні новини» та «Могилев.Онлайн», кількість учасників досягла 16 осіб.
У рамках погрому незалежних ЗМІ в Білорусі в липні 2021 у редакціях та журналістів видань асоціації пройшли обшуки, деякі з них були допитані та заарештовані. Також у журналістів масово вилучали техніку. У результаті «Рэгіянальная газета» була змушена припинити видання.

## Публікації в рамках асоціації
Члени асоціації видають місцеві масово-політичні видання загальним накладом понад 80 тис. примірників. Це є:
- «Брестская газета''» (Брест),
- «Бобруйський кур'єр» (Бобруйськ),
- «Борисовские новости» (Борисов),
- «Вечерний Бобруйск''» (Бабруйськ),
- «Free Deep» (Deep),
- «Газета Слонимская» (Слонім),
- «Ганцовицький час''» (Ганцовичі),
- «Інформ-прогулянка» (Лунінець),
- «Інфа-Кур'ер» (Слуцьк),
- «Наше слово» (Ліда),
- «Перший регіон» (Бірозка, Ганцавичі, Драгичин, Івацевичі, Пінськ),
- «Обласна газета'» (Молодечна),
- «Сильні новини» (Гомель),
- «УзГорак» (Горацький, Дрибинський та Мстиславський райони Могильовської області),
- «EX-PRESS.BY» (Борисов та Жодіно),
- «Hrodna.life» (Гродна),
- «Intex-press» (Барановичі),
- «Mogilev.Online» (Могильов).

Колишні члени:
- "Брестский курьер" (Брест),
- "Нясвіжський час" (Нясвіж)[10].

## Мета організації
Головна мета – створити середовище, сприятливе для приватного видавничого бізнесу. Асоціація допомагає незалежним видавцям спілкуватися та ділитися досвідом; сприяє розвитку регіонального ринку друкованих ЗМІ; розвиває кадровий потенціал регіональних компаній шляхом впровадження консультаційних та навчальних програм.

## Інтернет-ресурси газет
- «Брестская газета»,
- «Брестський кур'єр»,
- «Борисовські новини»,
- «Вечірній Бобруйськ»
- «Газета Слонимская»,
- «Ганцавицький час»,
- «Інформ-прогулка»,
- «Intex-press»,
- «Інфо-Кур'єр»
- «Регіональна газета»